# Zuzana Gregorová
Zuzana Gregorová, née le 14 août 1989 à Bratislava, est un mannequin slovaque.
Elle a débuté avec les agences Why Not Agency et Viva Models en 2006. Elle a ensuite défilé pour de grandes maisons de couture comme Givenchy et Dolce & Gabbana. Elle a fait à plusieurs reprises les couvertures des magazines Marie Claire et Vogue, mais aussi L'Officiel et la Revue de Modes.